# Zelowan cuniculiformis
Zelowan cuniculiformis Murphy & Russell-Smith, 2010 è un ragno appartenente alla famiglia Gnaphosidae.

## Etimologia
Il nome della specie deriva dal latino cuniculiformis, che significa che ha forma di coniglio, in riferimento all'aspetto dell'epigino visto ventralmente, che ha una certa somiglianza con la testa di un coniglio dalle orecchie afflosciate.

## Caratteristiche
L'olotipo femminile rinvenuto ha lunghezza totale è di 4,00mm; la lunghezza del cefalotorace è di 1,34mm; e la larghezza è di 0,96mm.

## Distribuzione
La specie è stata reperita nel Congo orientale: l'olotipo femminile è stato rinvenuto nella foresta di Visiki, a nordovest della città di Butembo, appartenente alla provincia del Kivu Nord.

## Tassonomia
Al 2016 non sono note sottospecie e dal 2010 non sono stati esaminati nuovi esemplari.